# Wilton House
Wilton House es una casa de campo inglesa situada en Wilton, cerca de Salisbury en el condado de Wiltshire. Ha sido la casa de campo de los condes de Pembroke durante 400 años.

## Historia
El primer edificio del que se tiene constancia en este lugar es de un monasterio fundado por el rey Egberto alrededor de 871. Posteriormente a este monasterio, gracias al rey Alfredo el Grande, se le entregaron tierras y posesiones hasta que se convirtió en una poderosa y rica abadía. Sin embargo, para cuando la Abadía de Wilton fue disuelta durante la Disolución de los monasterios llevada a cabo por el rey Enrique VIII de Inglaterra, su prosperidad ya había decaído – tras la incautación de la abadía Enrique VIII se la dio junto a sus terrenos a William Herbert, primer conde de Pembroke (título creado en 1551) en 1544.

## Colección de arte
La mansión cuenta con una fabulosa colección de pintura antigua: Rembrandt (Retrato de la madre del artista), Van Dyck (el gigantesco Retrato del 4.º conde de Pembroke y su familia), Luca Giordano (La conversión de san Pablo), Cavalier d'Arpino (Dédado e Ícaro), Rubens, Andrea del Sarto, Peter Lely, David Teniers el Joven, Joshua Reynolds... También alberga valiosos muebles de Thomas Chippendale. El Díptico Wilton, la famosa pintura medieval actualmente en la National Gallery de Londres, debe su nombre a este palacio, donde se conservó hasta su venta en 1929.  

## William Herbert
William Herbert, la escisión de una distinguida familia de marqueses galeses, era el favorito del rey. Tras la recomendación hecha por el rey Francisco I de Francia, a quien Herbert había servido como soldado, a Enrique VIII, este concedió a Herbert título solo dos años después. De vuelta en Inglaterra en 1543, se casó con Anne, hija de sir Thomas Parr de Kendal, y hermana de la última reina del rey Enrique VIII, Catalina Parr.
Herbert comenzó inmediatamente a transformar la desierta abadía en una elegante casa, símbolo de su riqueza. Se había pensado que la antigua abadía fue completamente demolida; sin embargo, tras las renovaciones que se hicieron a consecuencia de la Segunda Guerra Mundial, se descubrieron restos de la antigua abadía.

## Hans Holbein
Se ha pensado durante mucho tiempo, sin prueba alguna, que Hans Holbein el joven rediseñó la abadía en una casa rectangular alrededor de una patio central, que es el núcleo de la casa actual. Holbein murió en 1543, por lo que sus diseños para la nueva casa se tendrían que haber ejecutado muy rápidamente por Inigo Jones. Sin embargo, el gran porche de entrada, que fue quitado y convertido en pabellón de jardín en el siglo XIX, es conocido como “Holbein Porch” – un ejemplo perfecto de la mezcla de gótica tardía con el Renacimiento. Si no fue hecho por Holbein, está claro que fue hecho por un gran maestro.
Fuera quien fuera el arquitecto, creó una gran mansión. Hoy en día solo una parte de la mansión Tudor sobrevive: la gran torre del centro de la fachada este. Con su arco central (que una vez dio paso al patio que hay detrás), y una ventana oriel de tres pisos encima, la torre se asemeja claramente a la entrada al Palacio de Hampton Court.